# La mia piccola donna
La mia piccola donna (Lies of the Heart: The Story of Laurie Kellogg) è un film per la televisione statunitense del 1994 diretto da Michael Toshiyuki Uno, ispirato ad un vero caso di cronaca nera accaduto negli USA.

## Trama
Jennie Garth interpreta Laurie Kellog, accusata di aver istigato quattro suoi amici ad uccidere il marito, Bruce Kellogg, un uomo violento che la seviziava, esercitando su di lei violenze fisiche, sessuali e psicologiche. Nonostante tutto, Laurie si dichiara ancora innamorata di Bruce, si professa innocente e il suo avvocato cercherà di dimostrare che la notte in cui lei e i suoi amici andarono al cottage del marito, dopo una scioccante rivelazione di Nicole e Alicia (due adolescenti alle quali Laurie aveva fatto da baby sitter anni prima), non aveva idea di cosa sarebbe successo, non aveva idea che avrebbero sparato a Bruce. Tratto da una storia vera, un film intenso, recitato magistralmente dalla Garth, emblema della violenza domestica e delle relazioni malate, dove la vittima giustifica, ricerca ed accetta il proprio carnefice.